# 공화당 (미국)

코끼리는 미국 공화당과 보수주의의 상징이다.

공화당(共和黨, 영어: Republican Party)은 민주당과 함께 미국의 양대 정당 중 하나로, 원로당(영어: Grand Old Party, 약칭 GOP)이라는 별명으로도 불린다.
미국 공화당은 미국 북부로 노예제가 확산되는 것을 허용한 캔자스-네브라스카 법이 통과된 것에 반대하는 정치인들이 모여 1854년에 창당되었다. 공화당은 창당 이래 자유주의와 노예제도 반대를 내세웠으며, 경제 재편을 통해 안정적인 재정 운용을 요구하였다. 에이브러햄 링컨이 첫 공화당 출신 대통령이며, 링컨과 공화당 의원들의 노력으로 결국 노예제는 미국에서 완전히 철폐되었다. 1912년 이후부터는 공화당의 주류 세력이 보수 우익으로 확고히 자리잡았으며, 특히 남부 지역에서 많은 지지를 받으며 주류 정당으로서의 자리를 굳히게 되었다.
21세기 현재 공화당의 주요 이념은 보수주의이며, 작은 정부, 적은 세금, 자본주의 체제, 이민 제재, 확장된 국방 운용정책, 총기 소유권, 낙태 금지, 노동조합에 대한 엄격한 규제 등을 주요 정책으로 주장한다. 1973년에 대법원이 로 대 웨이드 사건에 대한 논란에 휩싸인 이후부터는 당의 공식 이념으로 낙태 반대를 내세우고 있다. 또한 20세기 후반 이후 시작된 급속한 세계화의 물결이 미국의 권리를 침해하고 있다고 판단, 미국의 보호무역을 옹호하며 관세를 통해 수출입량을 조절할 것을 주장한다.
공화당은 지금까지 총 19명의 대통령을 배출했으며, 이는 민주당을 포함한 미국의 그 어떠한 정당들보다 많은 대통령을 배출하였다. 2020년 공화당은 상원의원 선거에서 50석을 얻었으며, 주지사 선거에서는 민주당보다 4석 많은 27석을 확보하였다. 또한 미 연방 대법원 판사들 9명 중 6명이 공화당에 우호적인 인사로 알려져 있다. 공화당의 상징은 코끼리인데, 19세기 후반 미국의 정치만평가 토머스 네스트가 자신의 정치만평에서 민주당을 당나귀로, 공화당을 코끼리로 표현한 이래 코끼리가 당의 상징이 되었다.

## 이념과 정책
공화당은 보수주의의 입장을 취하는 우익 정당이다. 따라서 수년 동안 공화당원들은 루스벨트 행정부의 뉴딜정책을 강력히 반대해왔으나 1940년대 이후 찬성을 표명한 이후에는 다소 덜 보수적으로 바뀌기도 했다. 그러나 1960년대 공화당의 배리 골드워터 연방 상원의원이 이끈 보수주의 개혁 운동 이후 더욱 강경하고 보수적인 성격을 갖게 되었으며 미국 민주당과의 정치적 대립이 격화되었다. 2010년 중간선거에서 티파티 운동이 공화당 하원선거 경선에 대거 참여하면서 더욱 보수적으로 이동하였다. 전통적으로 공화당은 연방정부의 축소, 사회보수주의, 친 재벌 정책 등의 강경적 보수 노선을 이어가고 있다.

### 경제 정책
공화당은 자유로운 시장 경제와 개인적인 성취가 부와 번영의 초석이라고 믿는다. 또한 민주당 행정부 시절에는 재정보수주의를 주장하며 재정을 감축할 것을 주장했으나, 정작 자신들이 여당의 자리를 차지했을 때에는 국가 빚을 급격히 늘려가면서까지 확장적인 재정을 실시하여 비판받은 바 있다. 현대 공화당원들은 적은 세금이 경제 발전을 유도한다는 내용의 공급경제학을 옹호하며, 고소득자에게 더 많은 세금을 부과하는 것은 불공평하다고 주장한다. 또한 민간 부문의 소비가 정부 지출보다 경기 부양에 더 효율적이라고 주장하며, 의회 입법 과정에서는 개인, 그리고 특히 기업에 대한 과세를 최대한 줄이기 위해 이들의 입장을 대변하며, 노력하는 모습을 자주 보이고 있다.
공화당 지지층들은 개인 스스로가 경제적 책임을 져야 한다고 주장한다. 개인의 자의에 의한 기부가 국가의 복지 정책보다 더 효율적이라고 여기며, 정부가 가세나 증세를 통해 가난한 자들에게 복지를 제공하는 것은 부당하다고 여긴다. 또한 기업이 노동법의 저촉을 받지 않고, 주관적인 고용 기준을 정할 자유가 있다고 보며, 임금, 연봉, 노사 협약과 같은 내용들도 기업의 자율에 완전히 맡겨야 한다고 주장한다. 공화당은 1920년대부터 수많은 노동조합들과 각을 세워왔으며, 1947년에는 노동자가 노동조합에 가입하는 것을 막는 태프트-하틀리법 제정을 지지하기도 하여 논란을 빚었다. 현대 공화당원들은 노동자의 권리를 존중하는 대신, 노동조합의 권리를 일정 부분 이상 제한해야 할 필요가 있다고 여긴다.
보수적인 색채가 강한 공화당은 최저임금의 상승 또한 매우 부정적으로 여기는데, 이는 기업의 자유를 침해할 뿐만 아니라 일자리를 크게 감소시키고 경제 불황을 초래할 것이라는 우려 때문이다.

### 환경 정책
역사적으로 공화당 내에서도 진보적인 경향의 대통령들은 환경을 보호하는 정책들을 펴온 바 있다. 공화당 출신 대통령 시어도어 루스벨트는 환경 보호 정책을 펼치고, 공원 보호법까지 제정하는 등 환경 친화적인 면을 보였다. 리처드 닉슨 대통령은 환경 보호론자는 아니었음에도 불구하고 1970년대에 환경 보호법을 추가 제정하여 기업에 대한 벌금형을 강화하였다. 하지만 이러한 기조는 1980년대와 로널드 레이건 행정부 시대부터 크게 바뀌기 시작하는데, 레이건 대통령은 환경 정책이 경제 성장을 발목 잡는다고 여기고 환경 규제들을 크게 완화시키기 시작하였다. 이때부터 공화당의 주류 입장은 환경 정책에 대해 대체적으로 반대하는 입장으로 돌아섰고, 심지어는 과학적인 연구 결과와 심각해진 환경 문제까지도 외면하면서까지 경제 성장 정책을 고수하는 면을 보이기도 한다.

### 이민 정책
1850년대에서 70년대까지, 공화당은 민주당보다도 훨씬 더 극렬하게 이민 정책에 반대해 왔다. 이는 당시 공화당의 주 지지기반이 반 가톨릭 세력과 반 이민 세력이었기 때문이다. 이후 남북 전쟁이 일어나며 국가의 전면적인 통합 정책이 추진되고 산업이 크게 발달하며 더 많은 노동력들이 필요하게 되자 친 이민 정책으로 돌아섰으며, 1970년대까지 이와 같은 기조를 유지해 왔다.
1960년대 이후부터는 민주당과 공화당의 이민 관련 입장이 완전히 바뀌었다. 1970년대 이후 공화당은 불법 이민자들에 대해 일자리를 어느 정도 보장해주고 일정 기간 이상 체류할 시 시민권을 부여하자고 주장하는 친이민 인사들과, 아예 국경을 완전히 봉쇄하고 불법 이민자들을 곧바로 다시 추방하자는 반이민 인사들로 나뉘어 분열되었다. 이후 이민정책에 부정적인 당내 인사들이 주류로 자리 잡고 반이민 정책을 당의 기조로 삼으면서, 공화당은 미국의 이민정책을 반대하는 대표적인 정당이 되었다. 하지만 2012년 대선에서 민주당에게 크게 패한 공화당은 이민자들의 표를 의식해 이민에 대해 조금 더 친화적인 정책을 내걸기 시작했다. 그러나 2016년에는 도널드 트럼프 당시 대통령 후보를 비롯하여 공화당의 저명한 인사들의 대다수가 미국의 남쪽 국경에 거대한 벽을 쌓아 이민을 원천적으로 차단하자는 등 이민에 대해 매우 부정적인 입장을 내비치기 시작하였고, 이는 미국 내 공화당 지지층에서 다수의 지지를 받았다. 2013년 여론 조사에 따르면, 공화당 지지층의 약 60%가 반이민 정책을 지지했다.

### 외교 정책
몇몇 공화당원들은 미국이 안보와 관련된 모든 사안에서 원하는 모든 일을 할 수 있는 충분한 권리와 능력이 있다고 주장하며, 단독적인 일방주의를 주장하기도 한다. 보통 공화당 지지자들은 신현실주의와 현실주의를 굳게 신봉하는데, 이는 국가들 간, 국제 갈등이 단순히 국가 지도자들 간의 개인적인, 혹은 일시적인 정책 갈등이 아니라 아예 국가의 근본적인 구조적, 이념적인 문제라고 여기는 것이다. 이는 레이건 대통령이 소비에트 연방을 '악의 제국'(Empire of Evil)이라고 발언한 것과, 부시 대통령이 북한 등을 악의 축이라고 발언한 것과 무관치 않다.
또한 국제적인 원조를 하기보다는 그 예산을 사용하여 미국 국내 현안들을 해결하자는 데에 더 공감하는 편이며, 이스라엘과의 강한 동맹을 중시하고 중동에서 아랍 국가들과 이스라엘 간의 평화를 정착시켜야 한다고 주장한다. 다만 2014년 여론조사에서는 그 둘을 내버려 두고 알아서 하도록 내버려두자는 의견이 점차 더 강해지고 있다.
대만과 중국의 문제에서는, '우리는 대만이나 중국이나 한쪽이 일방적으로 현 대만 해협 사이의 갈등을 해결하려 해서는 안된다고 여긴다. 이 문제는 평화적으로, 그리고 합의를 통하여 대만의 사람들의 진정한 뜻을 반영하여 해결해야 한다고 생각한다.'라고 밝힌 바 있다.

## 이름과 상징
공화당의 창립자들은 미국의 공화주의, 특히 민주공화당과 창립자인 토머스 제퍼슨의 공화주의 정신을 계승하고자 이름을 공화당으로 정했다. 이름에 대한 아이디어는 당의 홍보 담당자인 호레이스 그릴리(Horace Greley)의 사설에서 비롯되었는데, 호레이스 그릴리는 사설에서 "연방 정부를 노예제의 선전가가 아닌 자유의 수호자이자 전파자임을 복원하기 위해 모인 사람들을 지칭하는 말로 '공화당'과 같은 단순한 이름이 적합하다고 주장했다 . 또한 이름은 시민의 미덕과 귀족정과 부패에 대한 반대라는 1776년 공화당의 가치를 반영했다.
공화당의 전통적인 별명인 원로당(영어: Grand Old Party, 약칭 GOP)로도 불린다. '원로당'이라는 말은 1875년 의회 관보에 실린 "용맹하고 오랜 정당" (영어: Gallant Old Party)라는 표현이 신문 신시내티 커머셜이 원로당(영어: Grand Old Party)이라고 옮겨진 것에서 유래되었다.
공화당의 전통적인 상징은 코끼리로, 미국의 시사 만화가 토머스 내스트가 그린 1874년 7월 하퍼스 위클리에 실린 만화에서 공화당을 코끼리로 묘사한 것에서 유래되었다. 뉴욕주, 오하이오주, 인디아나주 공화당은 흰머리수리를 대체상징물로 사용하고 있으며, 켄터키주에서는 귀틀집이 공화당이 상징으로 사용되고 있다.
본래 공화당은 상징색이 존재하지 않았지만, 2000년 대통령 선거 이후 주요 방송사들이 개표 방송에서 공화당 후보 조지 W. 부시가 이긴 주는 빨간색으로, 민주당의 앨 고어 후보가 이긴 주를 파란색으로 표시하기로 정하면서 공화당의 상징색이 빨간색으로 굳어지게 되었다.

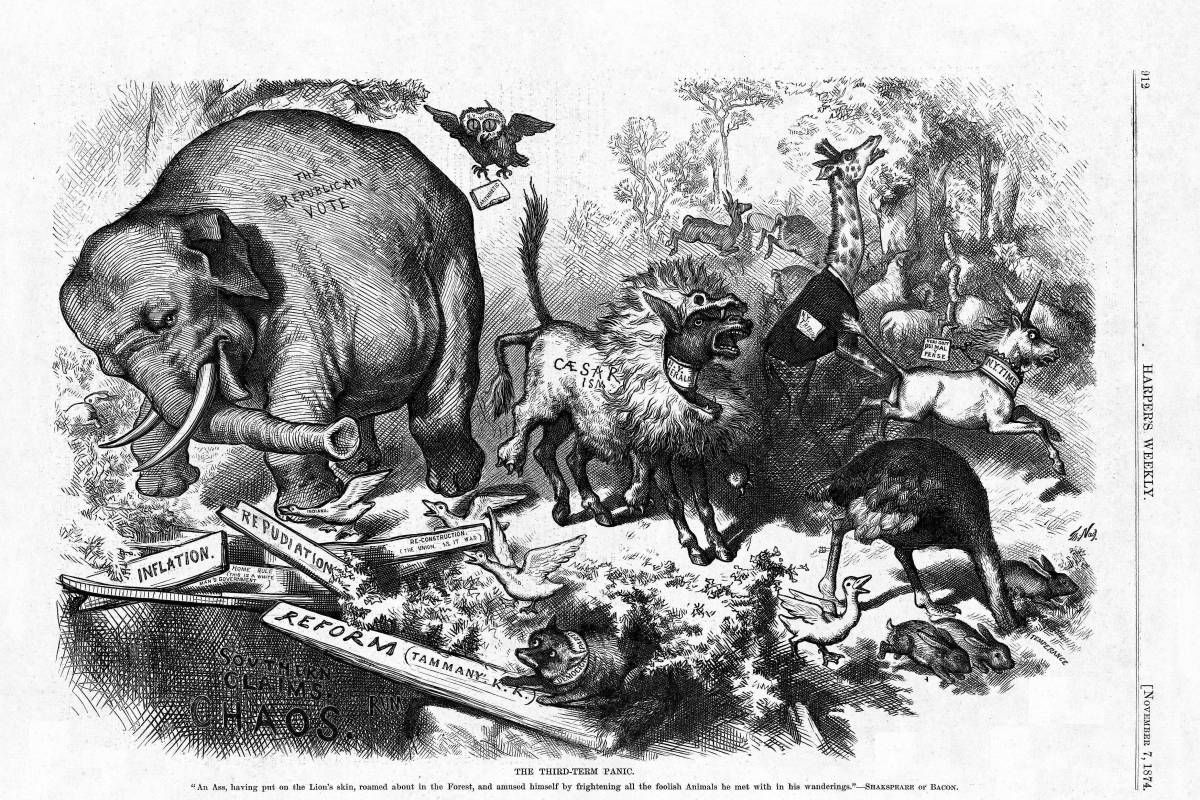
토머스 내스트가 그린 1984년 만화는 공화당이 코끼리로 묘사된 첫 번째 작품이었다.
빨간색, 하양색, 파란색으로 칠해진 코끼리
공화당 현수막 로고  2017경

## 역사

### 19세기
공화당의 전신은 현재 민주당과 마찬가지로 토머스 제퍼슨이 이끈 민주공화당(Democratic-Republican Party)이었다. 민주공화당은 이후에 친(親)앤드루 잭슨파와 반(反)앤드루 잭슨파로 분열되었으며, 1828년, 앤드루 잭슨이 대통령에 당선되자, 반잭슨파는 연방주의자, 남부 민주공화당원, 보수주의자들을 결집하여 휘그당을 창당하였다. 휘그당은 민주당과 함께 미국의 양대 정당으로 거듭났으나, 밀러드 필모어 이후 대통령 당선자를 배출해내지 못하며 지지부진한 모습을 보였다. 그러던 중 1854년 캔자스 네브래스카 법이 입법됨으로써 결과적으로 노예제 찬성론자와 노예제 반대론자들 간의 타협으로 여겨지던 1820년 미주리 타협과 1850년 타협이 무효화되어버림으로써 휘그당 내부에서도 캔자스 네브래스카 법에 대한 찬반 논란이 극심하게 일어났고, 결국 휘그당이 분열되고 말았다. 이후 네브래스카 법을 반대하는 인사들이 1854년 3월 20일에 위스콘신에 모여 첫 공식 대회를 열었으며, 옛 토마스 제퍼슨의 민주공화당을 잇는다는 의미에서 '공화'(Republican)을 새로운 당명으로 정하기로 합의하였다. 이후 1854년에 노예제를 반대하는 옛 휘그당의 인사들, 그리고 일부 연방주의자들이 모여 새로이 창당한 당이 바로 현재의 공화당이다.
공화당은 창당된 직후부터 사회, 경제 개혁을 기치로 내걸었으며, 노예제를 절대악으로 규정하고 규탄했으나, 실제로 미국 남부에서 이렇다 할만한 성과는 내지 못하였다. 1856년 당대회에서 공화당은 미국 영토 내에서 노예제가 더 이상은 확산되어서는 안된다고 주장했으며, 이와 같은 주장은 북부에서 상당한 호응을 얻어 당시 공화당측 대통령 후보였던 존 C. 프레몬트는 1856년 대선에서 제임스 뷰캐넌에게 패배하기는 했으나, 북부의 16개 주들 가운데 11개에서는 과반 득표를 보였다.
공화당은 1860년에 에이브러햄 링컨이 대통령에 당선되며 처음으로 여당의 자리에 올랐다. 이후 링컨은 재선에도 성공하였으며, 결국 공화당은 국민들의 지지를 통하여 1865년 12월에 13차 개정 헌법을 국회에서 통과시킴으로써 노예제 철폐를 헌법에 규정하는 것에 성공하였다. 이후 공화당은 남북 전쟁에서 승리한 것을 발판으로 삼아 민주당을 압도하고 1866년, 1868년, 1872년 의회 선거에서 과반수를 차지하며 국정을 이끌어나가게 되었다. 다만 1872년 이후에 당선된 공화당 출신 대통령들이 지지부진한 경제적, 외교적 성과를 보이고, 특히 율리시스 S. 그랜트 행정부의 부정부패와 같은 사건이 연이어 터지며 공화당의 지지세가 크게 약화되어 1874년부터 1894년까지 약 20년간 2번을 제외하고는 원내 2당의 지위에 머무르게 되었다.
공화당은 19세기 내내 높은 관세를 통해 자국 산업을 보호할 것과, 높은 임금과 높은 생산성, 남북 전쟁 참전 용사들에게 연금 지급, (1893년 이후부터)하와이의 병합 등을 강조하였다. 당시 공화당은 프로테스탄트들에게 상당히 높은 지지를 받고 있었으며, 이후 미국의 국력이 북부를 중심으로 급성장하며 공장, 도로, 광산, 대도시들이 세워지고 일자리들이 급증하자 이와 같은 성과에 힘입어 국민들의 신임을 얻으며 고속 성장을 위한 정책을 펼쳐나갔다. 19세기 동안 연방의 강력한 힘을 추구하는 공화당 정권이 어느 정도 자리를 잡아가며, 미 연방정부의 권력은 상대적으로 증대하게 되었다. 공화당 정권들은 국가 주도 철도 사업, 국책 은행, 대규모의 질 좋은 공립 교육, 전쟁 참전 용사들에 대한 연금 등을 지급하며 현 복지 국가의 기틀을 놓았다. 다만 외교 정책에서 파나마, 하와이, 필리핀과 같은 지역들을 군력으로 병합하며 일부 제국주의 성향을 보이기도 하였다.

### 20세기
1896년 이래, 공화당은 자유방임주의, 관세 보호무역주의, 반독점주의파 등 다양한 계파들이 섞여 있었으나, 가장 주류를 이루던 세력은 재력을 바탕으로 한 대기업가와 자본가들이었다. 하지만 이후 시어도어 루스벨트 대통령이 대기업들이 담합하여 시장에서의 가격을 임의로 조정하는 것을 막는 반독점법(Competition Law)를 입안하고, 소위 '혁신주의'를 내세우며 공화당에는 큰 바람이 불게 된다. 시어도어 루스벨트는 기업들의 편법 조장, 담합 등을 법으로 금지하였으며, 식약청(FDA)를 세워 국민들의 식품 안전을 도모하고자 하였다. 또한 흑인, 장애인들과 같은 사회적 약자들의 인권을 증진하고자 노력하였으며, 일부 사회주의적인 성향을 띠는 정책들을 많이 펼쳐 나갔다. 이후 루스벨트 대통령은 윌리엄 하워드 태프트를 자신의 후임으로 지명하였고, 당시 높았던 루스벨트 대통령의 인기에 힘입어 태프트는 무난히 미국의 다음 대통령으로 선출되었다. 하지만 이후 태프트와 루스벨트 사이에서 갈등이 일어났고, 공화당도 두쪽으로 갈라졌다. 하지만 이미 세력이 약화되기 시작한 루스벨트 전 대통령은 점차 지지세가 사라졌고, 공화당은 1920년대부터 태프트를 지지했던 인사들 위주로, 그리고 우익 인사들 위주로 다시 재편되기 시작하였다. 이후 백악관에 입성한 공화당 인사들은 높은 관세, 기업의 높은 자율성 등을 추구하며 친기업적인 기조를 보였다.
워런 하딩, 캘빈 쿨리지, 허버트 후버와 같은 공화당 출신 대통령들이 1920년, 1924년, 1928년에 연이어 대통령 자리에 올랐으나, 워런 하딩 대통령의 경우 별다른 업적을 남기지 못했고, 칼빈 쿨리지 대통령의 경우 이 때부터 미국에 본격적인 자유방임주의 바람이 불기 시작하며 점차 대공황의 씨앗을 뿌리고 있던 상황이었다. 공화당의 지지세는 허버트 후버 대통령 재임시기인 1929년에 월스트리트에서 시작된 대공황이 불어닥치기 시작하며 급락, 게다가 공화당 정부가 대공황에 제대로 된 대처를 보이지 못하며 완전한 추락세로 돌아가기 시작하였다.

#### 뉴딜 시대
프랭클린 루스벨트 대통령이 뉴딜 정책을 펼치며 대공황의 암흑을 어느 정도 씻어내는데에 성공하자, 민주당의 지지세는 급격히 상승했다. 이후 민주당은 약 20여 년 동안 장기 집권을 하게 되고, 특히 흑인 유권자 층들이 이 때에 민주당의 핵심 지지층으로 옮겨갔다. 1933년에 루스벨트 대통령이 임명되고, 뉴딜 입법안은 의회를 통과하여 효력을 발휘하기 시작하였고, 미국 경제는 1933년부터 점차 회복세에 들어서기 시작한다. 다만 저조한 고용률은 1940년, 즉 제2차 세계대전이 일어나기 직전까지 반등할 기미를 딱히 보이지 않았다. 1934년 중간선거에서 공화당은 상원에서 10개의 의석을 잃으며 25개 의석을 겨우 확보, 71개의 의석을 차지한 민주당에게 완전한 열세로 돌아섰다. 하원 역시 압도적인 민주당의 과반으로 공화당의 세는 갈수록 약해졌다.
공화당은 당의 대다수를 차지하고 중서부 지방에 거점을 둔 '보수 세력'과 뉴딜 정책을 지지하며 중동부 지방에 거점을 둔 '진보 세력'으로 나누어진다. 보수 세력들은 뉴딜 정책을 강력히 비판하며, 정부의 예산을 퍼부어 겨우 일자리를 만들어내는 포퓰리즘 정책이라고 힐난하였다. 그럼에도 불구하고 한 번 추락한 지지세를 회복하는 것은 쉽지 않아서, 1936년 루스벨트 대통령은 압도적인 표차로 재집권에 성공한다. 다만 루스벨트 대통령의 2번째 임기에는 점차 뉴딜 정책의 효력이 떨어지며 다시 경제가 무너지고 일자리 대란이 일어나자, 이에 염증을 느낀 유권자들은 다시 공화당 쪽으로 되돌아서기 시작했다. 공화당은 1938년 선거에서 가까스로 세를 회복하고, 보수 세력의 로버트 A.태프트나 진보 세력의 토마스 E. 듀이와 같은 새로운 정치 간판 스타들을 배출해내며 재기에 성공한다. 공화당은 미국 남부의 보수 세력들을 민주당의 장기 집권을 끝내기 위해 북부의 보수세력들과 힘을 합치게 하는 데에 성공하며 점차 힘을 회복해 나갔다. 공화당과 민주당은 1940년대 초부터 점차 의회에서 외교정책에서도 삐걱대는데, 공화당은 고립주의를 추구, 미국이 세계 대전에 참전해서는 안된다는 입장이었으며, 민주당은 아돌프 히틀러와 나치 독일이 더 이상 유럽에서 활개치게 내버려두면 안된다는 입장이었다. 이후 루스벨트 대통령의 전쟁 기간의 대호황을 통해 3선, 4선에도 연이어 성공하며 민주당 집권을 이어나갔다.

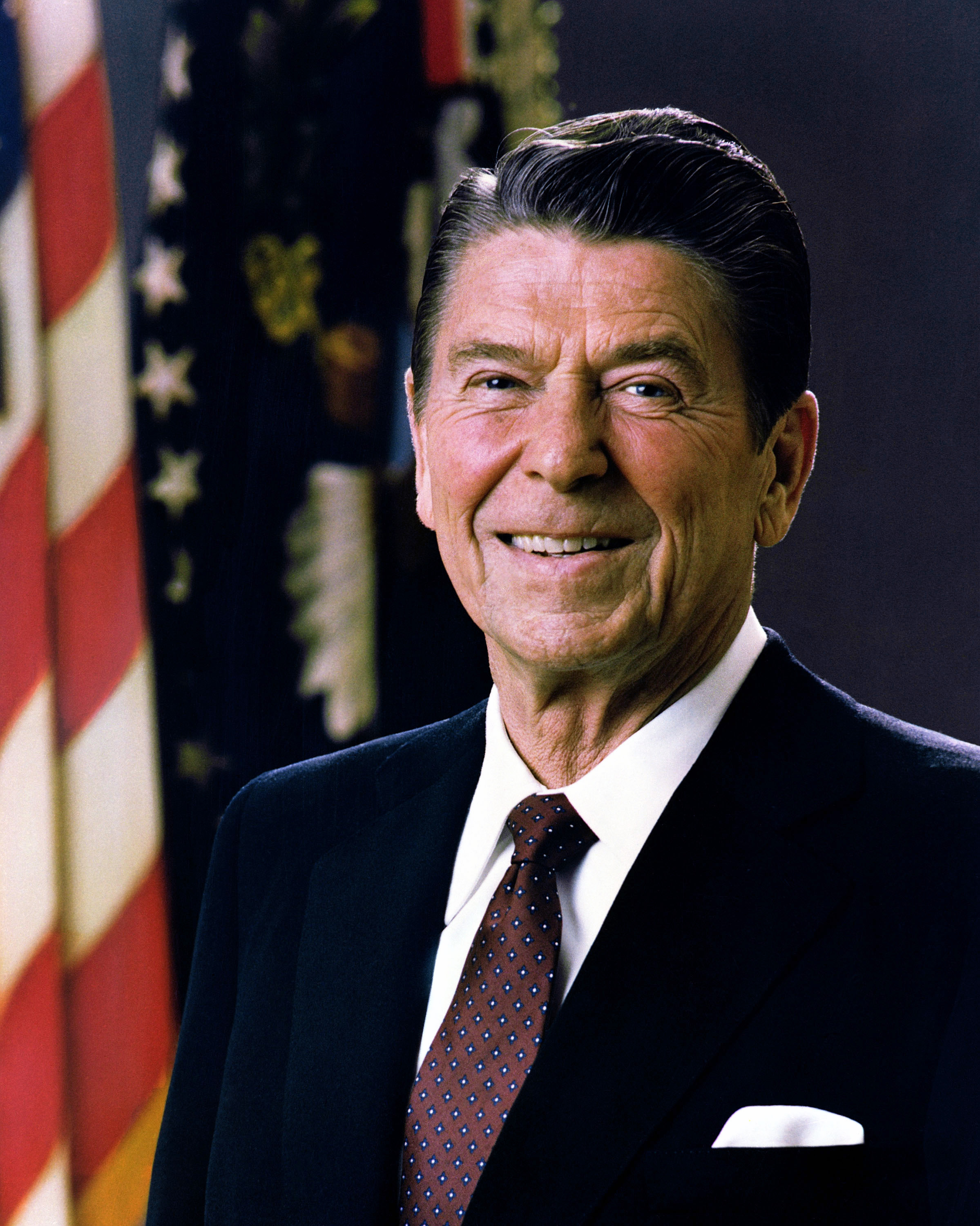
로널드 레이건 대통령

1945년 종전 이후, 공화당은 해리 트루먼 대통령의 냉전 정책을 지지하였으며, 마셜 계획을 지지하고 나토 창설을 요구하는 등, 당내 전통적인 보수 세력들의 고립주의 원칙에도 불구하고 끊임없이 확장적인 외교 정책을 지지하였다. 20세기 후반에는 공화당이 지지세를 완전히 회복하여 드와이트 아이젠하워, 리처드 닉슨, 제럴드 포드, 로널드 레이건, 조지 H.W. 부시와 같은 공화당 출신 대통령들이 대거 선출되었다. 특히 아이젠하워 대통령은 당내 전당대회에서 공화당 보수 세력의 대표였던 로버트 A. 태프트를 꺾고 공화당의 대통령 후보로 선출되었으나, 보수 세력들은 이후 아이젠하워 대통령에게 협조적으로 대하며 협력을 이어나갔다. 다만 아이젠하워 대통령은 당내 보수주의 세력들을 조금 더 중도화시키는데에는 실패하여, 1976년 이후 공화당 내에서 진보적인 색채는 거의 사라지다시피 하였다.
1989년 로널드 레이건 대통령이 신자유주의, 신보수주의를 들고 나온 이후, 그의 인기는 크게 올랐고 공화당 인사들은 자신들이 바로 레이건 대통령의 정통 후계임을 내세우기 위하여 레이건 대통령의 보수적인 가치들을 그대로 수용하는 등 공화당의 보수화는 끊임없이 진행되었다. 이후 소련이 스스로의 결함으로 인해 붕괴되며 레이건의 지지율은 최고치를 찍었고, 레이건 대통령은 무난히 재집권에 성공한다. 하지만 집권 2기 들어 경제가 끊임없이 하락하고, 하원과 상원 선거에 잇따라 패배, 이란 콘트라 사건이 터지며 공화당의 지지율도 일부 떨어졌다. 이후 집권한 조지 부시 대통령 때에 냉전의 뒤처리를 어느 정도 성공적으로 끝냈으나, 걸프전과 '문제는 경제야, 이 바보야'라는 선거 유세로 유명해진 빌 클린턴에게 패배하며 대권을 민주당에게 뺏겼다. 다만 1994년 선거에서는 하원에서 다수당의 지위를 확보하는 등 몇 십년만에 의회를 주도적으로 이끌어나가기도 하였다.

### 21세기
조지 W 부시는 2000년 미국 대통령 선거에서 앨 고어를 선거인 수에서 꺾으며 대통령에 당선되었다. 이후 공화당은 여당으로서 내내 사회적 보수주의, 자유주의를 추구하는 정당으로 남았으며, 민주당을 세속적이고 허황된 이념을 가진 사람들이라고 치부하며 대립각을 세웠다. 부시 행정부의 인사들은 보수주의를 내세우며 확장된 정부 재정 지출과 확대적인 정부의 외교적 개입 등을 내세웠으며, 기업 친화적인 정책들을 내세웠다. 하지만 지나치게 기업 친화적인 정책, 급격히 불어나는 국가 부채 등에 불만을 품은 사람들이 점차 늘어났고, 자신들의 이상과 맞지 않는 정책들에 반발한 사람들이 많아지게 되었다. 이후 공화당은 2001년 선거에서 다수당의 지위를 다시 잃었으며, 이라크 전쟁에 지친 사람들 덕분에 민주당은 상원과 하원의 주도권을 다시 잡았다. 다만 이후 2002년 상원 선거에서 다시 공화당이 과반수를 차지하며, 2006년 선거 전까지 의회의 주도권을 다시 잡았다.

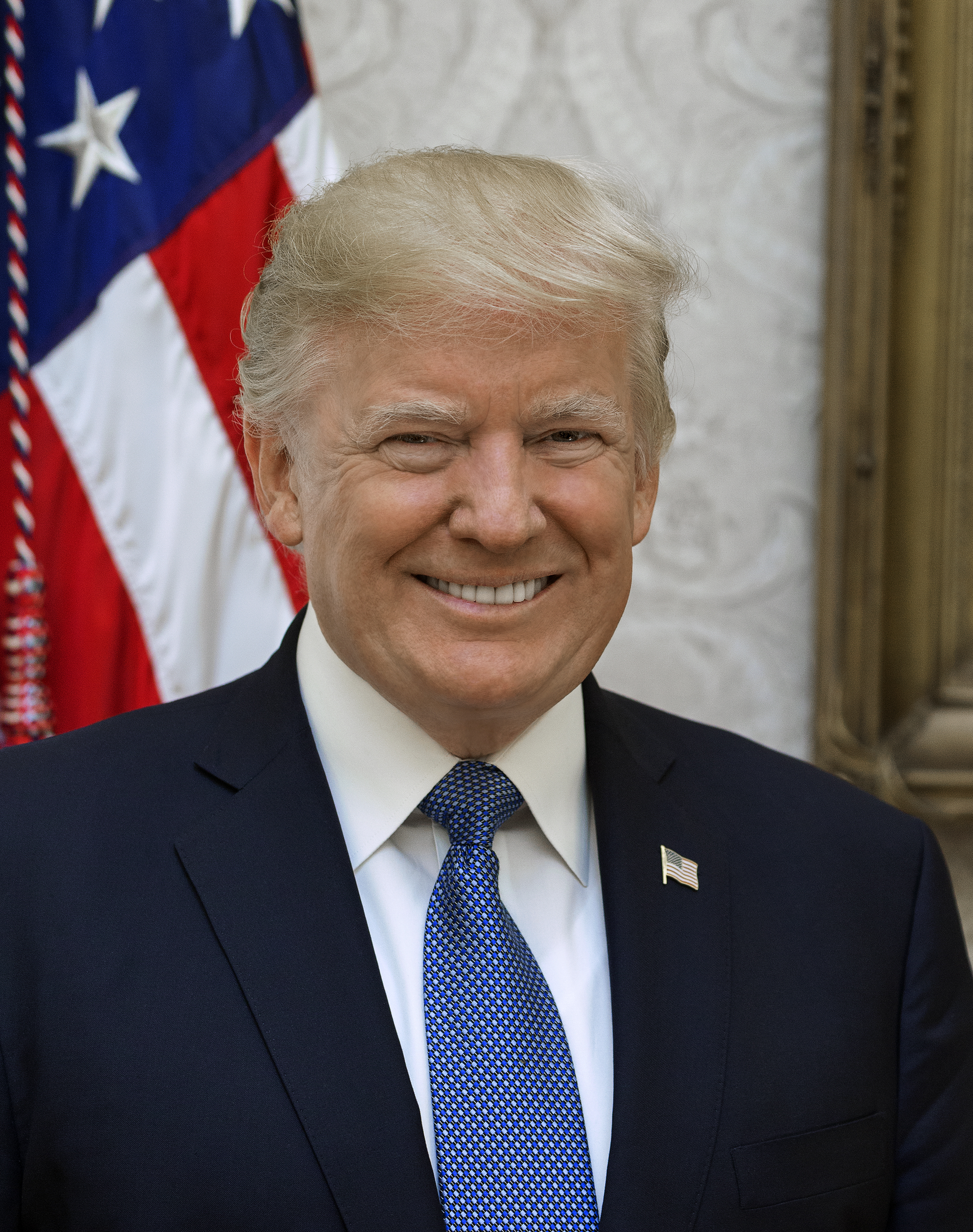
도널드 트럼프 대통령

2008년 대선에서 공화당 후보 존 매케인은 민주당의 버락 오바마 후보에게 패배했다. 2010년 공화당은 버락 오바마 대통령의 건강 보험 정책에 반발하여 생긴 단체인 티파티의 도움을 받아 중간선거에서 4년만에 다시 하원을 되찾았다. 참고로 티파티 운동이란, 보수적인 미국 단체들이 모여 만든 운동으로, 국가의 간섭을 줄이고 적은 세금과 적은 정부 지출을 요구하는 운동이다.(극우 논란이 있다.) 2012년 대선에서 공화당은 다시 버락 오바마 민주당 후보에게 패했으며, 이에 공화당은 다시 대권을 차지하기 위해서는 젊은 유권층과 소수자들의 표를 얻어야 한다는 것을 깨닫게 되었다. 이후 공화당은 여성, 성소수자, 장애인들과 같은 사회적 약자들에게 1억 달러 규모의 지원 예산안을 국회에 제출하는 등 소수자들의 마음으로 돌리기 위한 노력을 하였다.
이후 치러진 2014년 중간 선거에서 공화당은 하원에서 247석, 상원에서 54석을 얻어 상하원 모두에서 과반수를 차지했다. 이는 1929년 이후 공화당이 얻은 최대 규모의 승리였다. 2016년에 도널드 트럼프 대통령이 당선된 것은 공화당 내부에서의 대변동을 일으켰다. 당시 그 아무도 트럼프가 힐러리 클린턴을 제치고 대통령에 당선될 것이라 예상하지 못했기 때문에, 정치계의 '아웃사이더'였던 트럼프가 대통령이 된 것은 엄청난 이변이었다. NBC 뉴스에 의하면, 트럼프의 승리는 워싱턴, 할리우드의 권력자들에 의해 사회에서 배제된 저학력 백인 노동자층의 소외심을 트럼프가 효과적으로 끌어들였기 때문이라고 전해진다. 특히 무역, 외교 등의 사안에 치중하던 정통적인 공화당 선거 전략이 없이 거둔 승리라는 점에서 더더욱 공화당의 변동을 초래하기 쉬운 요소였다. 2016년 대선 이후, 공화당은 상원, 하원, 주지사 수에서 모두 과반을 차지했으며, 사상 가장 많은 수의 주에서 높은 지지세를 구가하고 있다. 도널드 트럼프 대통령은 마이크 펜스 부통령을 러닝메이트로 삼아 2020년 대선에 재출마할 것을 공표했고, 그의 선거 슬로건은 'Keep America Great', 즉 '계속 미국을 위대하게 만들자'이다. 그러나 트럼프는 이 선거에서 패배했고, 자신이 승리했다고 주장하며 자신이 패배한 주요 경합주들을 대상으로 재검표를 계속 요구하고 있다.
도널드 트럼프 대통령은 2019년 12월 18일 직권남용으로 의회에서 탄핵 소추된 바 있다. 공화당은 트럼프에 탄핵에 반대했으나 내부에서 10표의 반란표가 나왔다. 이후 공화당에서 트럼프의 지지를 받고 2020년 미국 대통령 선거가 부정선거라는 극단적인 주장을 하는 후보들이 공화당 후보들의 절반을 넘게 차지하며 되어 주류로 올라섰다.

## 역대 공화당 출신 대통령
| #    | 대통령               | 기간            |
| ---- | -------------------- | --------------- |
| 16대 | 에이브러햄 링컨      | 1861년 ~ 1865년 |
| 18대 | 율리시스 그랜트      | 1869년 ~ 1877년 |
| 19대 | 러더퍼드 B. 헤이스   | 1877년 ~ 1881년 |
| 20대 | 제임스 가필드        | 1881년          |
| 21대 | 체스터 A. 아서       | 1881년 ~ 1885년 |
| 23대 | 벤저민 해리슨        | 1889년 ~ 1893년 |
| 25대 | 윌리엄 매킨리        | 1897년 ~ 1901년 |
| 26대 | 시어도어 루스벨트    | 1901년 ~ 1909년 |
| 27대 | 윌리엄 하워드 태프트 | 1909년 ~ 1913년 |
| 29대 | 워런 하딩            | 1921년 ~ 1923년 |
| 30대 | 캘빈 쿨리지          | 1923년 ~ 1929년 |
| 31대 | 허버트 후버          | 1929년 ~ 1933년 |
| 34대 | 드와이트 아이젠하워  | 1953년 ~ 1961년 |
| 37대 | 리처드 닉슨          | 1969년 ~ 1974년 |
| 38대 | 제럴드 포드          | 1974년 ~ 1977년 |
| 40대 | 로널드 레이건        | 1981년 ~ 1989년 |
| 41대 | 조지 H. W. 부시      | 1989년 ~ 1993년 |
| 43대 | 조지 W. 부시         | 2001년 ~ 2009년 |
| 45대 | 도널드 J. 트럼프     | 2017년 ~ 2021년 |

## 주요 정치인
- 도널드 J. 트럼프

- 제45대 미국 대통령

- 마이크 펜스

- 제48대 미국 부통령

- 폴 라이언

- (전) 미국 연방 하원의장

- 밋 롬니

- 전 매사추세츠주 주지사
- 2012년 미국 대통령 선거 공화당 후보

- 세라 페일린

- 전 알래스카 주 주지사
- 2008년 미국 대통령 선거 공화당 부통령 후보

## 역대 선거 결과

### 역대 대통령 선거 결과
| 선거명                  | 후보                 | 득표수     | 득표율 | 승리한 주        | 확보 선거인단 | 당락 |
| ----------------------- | -------------------- | ---------- | ------ | ---------------- | ------------- | ---- |
| 1856년 미국 대통령 선거 | 존 C. 프리몬트       | 1,342,345  | 33.1%  | 11 / 31          | 114 / 296     | 낙선 |
| 1860년 미국 대통령 선거 | 에이브러햄 링컨      | 1,865,908  | 39.8%  | 17 / 32          | 180 / 303     | 당선 |
| 1864년 미국 대통령 선거 | 에이브러햄 링컨      | 2,218,388  | 55%    | 22 / 25          | 212 / 233     | 당선 |
| 1868년 미국 대통령 선거 | 율리시스 그랜트      | 3,013,421  | 52.7%  | 26 / 34          | 214 / 352     | 당선 |
| 1872년 미국 대통령 선거 | 율리시스 그랜트      | 3,598,235  | 55.6%  | 31 / 37          | 286 / 294     | 당선 |
| 1876년 미국 대통령 선거 | 러더퍼드 B. 헤이스   | 4,036,572  | 47.9%  | 21 / 38          | 185 / 369     | 당선 |
| 1880년 미국 대통령 선거 | 제임스 가필드        | 4,446,158  | 48.3%  | 19 / 38          | 214 / 369     | 당선 |
| 1884년 미국 대통령 선거 | 제임스 블레인        | 4,856,903  | 48.3%  | 18 / 38          | 182 / 401     | 낙선 |
| 1888년 미국 대통령 선거 | 벤저민 해리슨        | 5,443,892  | 47.8%  | 20 / 38          | 233 / 401     | 당선 |
| 1892년 미국 대통령 선거 | 벤저민 해리슨        | 5,176,108  | 43%    | 16 / 44          | 145 / 444     | 낙선 |
| 1896년 미국 대통령 선거 | 윌리엄 맥킨리        | 7,102,246  | 51%    | 23 / 45          | 271 / 447     | 당선 |
| 1900년 미국 대통령 선거 | 윌리엄 맥킨리        | 7,228,864  | 51.6%  | 28 / 45          | 292 / 447     | 당선 |
| 1904년 미국 대통령 선거 | 시어도어 루즈벨트    | 7,630,457  | 56.4%  | 32 / 45          | 336 / 476     | 당선 |
| 1908년 미국 대통령 선거 | 윌리엄 하워드 태프트 | 7,678,395  | 51.6%  | 29 / 46          | 321 / 483     | 당선 |
| 1912년 미국 대통령 선거 | 윌리엄 하워드 태프트 | 3,486,242  | 23.2%  | 2 / 48           | 8 / 531       | 낙선 |
| 1916년 미국 대통령 선거 | 찰스 휴즈            | 8,548,728  | 46.1%  | 18 / 48          | 254 / 531     | 낙선 |
| 1920년 미국 대통령 선거 | 워런 하딩            | 16,144,093 | 60.3%  | 37 / 48          | 404 / 531     | 당선 |
| 1924년 미국 대통령 선거 | 캘빈 쿨리지          | 15,723,789 | 64%    | 35 / 48          | 382 / 531     | 당선 |
| 1928년 미국 대통령 선거 | 허버트 후버          | 21,427,123 | 58.2%  | 40 / 48          | 444 / 531     | 당선 |
| 1932년 미국 대통령 선거 | 허버트 후버          | 15,761,254 | 39.7%  | 6 / 48           | 59 / 531      | 낙선 |
| 1936년 미국 대통령 선거 | 알프 랜던            | 16,681,862 | 36.5%  | 2 / 48           | 8 / 531       | 낙선 |
| 1940년 미국 대통령 선거 | 웬델 윌키            | 22,347,744 | 44.8%  | 10\|48\|#E81B23} | 82 / 531      | 낙선 |
| 1944년 미국 대통령 선거 | 토마스 E. 듀이       | 22,017,929 | 45.9%  | 12 / 48          | 99 / 531      | 낙선 |
| 1948년 미국 대통령 선거 | 토마스 E. 듀이       | 21,991,292 | 45.1%  | 16 / 48          | 189 / 531     | 낙선 |
| 1952년 미국 대통령 선거 | 드와이트 아이젠하워  | 34,075,529 | 55.2%  | 39 / 48          | 442 / 531     | 당선 |
| 1956년 미국 대통령 선거 | 드와이트 아이젠하워  | 35,579,180 | 57.4%  | 41 / 48          | 457 / 531     | 당선 |
| 1960년 미국 대통령 선거 | 리차드 닉슨          | 34,108,157 | 49.6%  | 26 / 49          | 219 / 537     | 낙선 |
| 1964년 미국 대통령 선거 | 배리 골드워터        | 27,175,754 | 38.5%  | 6 / 51           | 52 / 538      | 낙선 |
| 1968년 미국 대통령 선거 | 리차드 닉슨          | 31,783,783 | 43.4%  | 32 / 51          | 301 / 538     | 당선 |
| 1972년 미국 대통령 선거 | 리차드 닉슨          | 47,168,710 | 60.7%  | 49 / 51          | 520 / 538     | 당선 |
| 1976년 미국 대통령 선거 | 제럴드 포드          | 39,148,634 | 48%    | 27 / 51          | 240 / 538     | 낙선 |
| 1980년 미국 대통령 선거 | 로날드 레이건        | 43,903,230 | 50.7%  | 44 / 51          | 489 / 538     | 당선 |
| 1984년 미국 대통령 선거 | 로날드 레이건        | 54,455,472 | 58.8%  | 49 / 51          | 525 / 538     | 당선 |
| 1988년 미국 대통령 선거 | 조지 H. W. 부시      | 48,886,097 | 53.4%  | 40 / 51          | 426 / 538     | 당선 |
| 1992년 미국 대통령 선거 | 조지 H. W. 부시      | 39,104,550 | 37.5%  | 18 / 51          | 168 / 538     | 낙선 |
| 1996년 미국 대통령 선거 | 밥 돌                | 39,198,755 | 40.7%  | 18 / 51          | 159 / 538     | 낙선 |
| 2000년 미국 대통령 선거 | 조지 W. 부시         | 50,456,002 | 47.9%  | 30 / 51          | 271 / 538     | 당선 |
| 2004년 미국 대통령 선거 | 조지 W. 부시         | 62,040,610 | 50.7%  | 31 / 51          | 286 / 538     | 당선 |
| 2008년 미국 대통령 선거 | 존 메케인            | 59,934,814 | 45.7%  | 22 / 51          | 173 / 538     | 낙선 |
| 2012년 미국 대통령 선거 | 밋 롬니              | 60,933,500 | 47.2%  | 24 / 51          | 206 / 538     | 낙선 |
| 2016년 미국 대통령 선거 | 도널드 J. 트럼프     | 62,984,825 | 46.1%  | 30 / 51          | 304 / 538     | 당선 |
| 2020년 미국 대통령 선거 | 도널드 J. 트럼프     | 74,216,747 | 46.8%  | 25 / 51          | 232 / 538     | 낙선 |

### 역대 총선 결과
| 년도 | 하원 득표수 | 하원 득표율 | 하원 의석          | 상원 의석         | 대통령 후보/대통령   |
| ---- | ----------- | ----------- | ------------------ | ----------------- | -------------------- |
| 1856 | 1,425,265   | 36.9%       | 90 / 237           | 20 / 66           | 존 C. 프리몬트       |
| 1858 | 1,387,921   | 36.6%       | 113 / 238          | 26 / 66           | 야당                 |
| 1860 | 1,793,876   | 46.9%       | 106 / 183          | 29 / 53           | 에이브러햄 링컨      |
| 1862 | 750,147     | 23.2%       | 87 / 185           | 31 / 48           | 에이브러햄 링컨      |
| 1864 | 2,078,677   | 53.5%       | 150 / 193          | 39 / 54           | 에이브러햄 링컨      |
| 1866 | 2,611,309   | 55.4%       | 173 / 225          | 57 / 66           | 야당                 |
| 1868 | 3,050,307   | 51.8%       | 171 / 243          | 62 / 64           | 율리시스 그랜트      |
| 1870 | 2,719,276   | 49.6%       | 136\|243\|#E81B23} | 56 / 73           | 율리시스 그랜트      |
| 1872 | 3,561,090   | 52.8%       | 199 / 292          | 47 / 73           | 율리시스 그랜트      |
| 1874 | 2,766,257   | 44.4%       | 103 / 293          | 46 / 75           | 율리시스 그랜트      |
| 1876 | 3,825,311   | 46.5%       | 141 / 293          | 40 / 76           | 러더퍼드 B. 헤이스   |
| 1878 | 2,782,404   | 39.6%       | 132 / 293          | 33 / 76           | 러더퍼드 B. 헤이스   |
| 1880 | 4,080,609   | 44.9%       | 151 / 293          | 37 / 76           | 제임스 가필드        |
| 1882 | 3,376,726   | 41.6%       | 117 / 325          | 38 / 76           | 제임스 가필드        |
| 1884 | 4,665,184   | 47.1%       | 141 / 325          | 42 / 78           | 제임스 블레인        |
| 1886 | 3,858,355   | 44.9%       | 152 / 325          | 39 / 76           | 야당                 |
| 1888 | 5,408,259   | 47.4%       | 179 / 332          | 51 / 88           | 벤저민 해리슨        |
| 1890 | 4,173,605   | 42.8%       | 86 / 332           | 47 / 88           | 벤저민 해리슨        |
| 1892 | 4,827,462   | 40.8%       | 124 / 356          | 37 / 85           | 벤저민 해리슨        |
| 1894 | 5,442,266   | 48.3%       | 253 / 357          | 42 / 87           | 야당                 |
| 1896 | 6,655,919   | 48.8%       | 206 / 357          | 43 / 88           | 윌리엄 맥킨리        |
| 1898 | 5,305,230   | 48.6%       | 187 / 357          | 52 / 86           | 윌리엄 맥킨리        |
| 1900 | 6,929,305   | 50.7%       | 200\|357\|#E81B23} | 53 / 86           | 윌리엄 맥킨리        |
| 1902 | 5,470,468   | 49.8%       | 206 / 386          | 55 / 90           | 윌리엄 맥킨리        |
| 1904 | 7,173,481   | 54.6%       | 251 / 386          | 58 / 90           | 시어도어 루즈벨트    |
| 1906 | 5,695,735   | 50.9%       | 223 / 391          | 61 / 92           | 시어도어 루즈벨트    |
| 1908 | 7,227,470   | 50.1%       | 219 / 391          | 60 / 92           | 윌리엄 하워드 태프트 |
| 1910 | 5,680,628   | 46.5%       | 161 / 394          | 48 / 92           | 윌리엄 하워드 태프트 |
| 1912 | 7,396,644   | 38.9%       | 134 / 435          | 44 / 96           | 윌리엄 하워드 태프트 |
| 1914 | 5,903,308   | 43.1%       | 197 / 435          | 40 / 96           | 야당                 |
| 1916 | 8,052,247   | 48.6%       | 215 / 435          | 42 / 96           | 찰스 휴즈            |
| 1918 | 6,661,655   | 52.7%       | 240 / 435          | 49 / 96           | 야당                 |
| 1920 | 14,827,891  | 58.8%       | 302 / 435          | 59 / 96           | 워런 하딩            |
| 1922 | 13,226,639  | 52.2%       | 225 / 435          | 53 / 96           | 워런 하딩            |
| 1924 | 17,946,806  | 57.5%       | 247 / 435          | 54 / 96           | 캘빈 쿨리지          |
| 1926 | 13,649,370  | 57.2%       | 238 / 435          | 48 / 95           | 캘빈 쿨리지          |
| 1928 | 22,797,936  | 56.7%       | 270 / 435          | 56 / 96           | 허버트 후버          |
| 1930 | 13,070,987  | 52.8%       | 217 / 435          | 48 / 96           | 허버트 후버          |
| 1932 | 38,064,949  | 39.1%       | 117 / 435          | 36 / 96           | 허버트 후버          |
| 1934 | 13,434,477  | 41%         | 103 / 435          | 25 / 96           | 야당                 |
| 1936 | 16,878,633  | 39.6%       | 88 / 435           | 16 / 96           | 알프 랜던            |
| 1938 | 17,274,585  | 47.5%       | 169 / 435          | 23 / 95           | 야당                 |
| 1940 | 21,490,392  | 45.6%       | 162 / 435          | 28 / 95           | 웬델 윌키            |
| 1942 | 14,271,483  | 50.8%       | 209 / 435          | 37 / 96           | 야당                 |
| 1944 | 21,256,035  | 47.1%       | 191 / 435          | 38 / 96           | 토마스 E. 듀이       |
| 1946 | 18,422,363  | 53.5%       | 246 / 435          | 51 / 96           | 야당                 |
| 1948 | 20.894,960  | 45.4%       | 171 / 435          | 42 / 99           | 토마스 E. 듀이       |
| 1950 | 19,735,173  | 48.9%       | 199 / 435          | 47 / 96           | 야당                 |
| 1952 | 28,393,794  | 49.3%       | 221 / 435          | 48 / 96           | 드와이트 아이젠하워  |
| 1954 | 20,016,809  | 47%         | 203 / 435          | 47 / 96           | 드와이트 아이젠하워  |
| 1956 | 28,698,083  | 48.7%       | 201 / 435          | 47 / 96           | 드와이트 아이젠하워  |
| 1958 | 19,931,409  | 43.6%       | 153 / 435          | 34 / 98           | 드와이트 아이젠하워  |
| 1960 | 28,750,866  | 44.8%       | 175 / 435          | 34 / 98           | 리차드 닉슨          |
| 1962 | 24,160,387  | 47.1%       | 176 / 435          | 34 / 100          | 야당                 |
| 1964 | 27,916,576  | 42.4%       | 140 / 435          | 32 / 100          | 배리 골드워터        |
| 1966 | 25,521,157  | 48.2        | 187\|435\|#E81B23} | 36 / 100          | 야당                 |
| 1968 | 32,059,047  | 48.5%       | 192 / 435          | 43 / 100          | 리차드 닉슨          |
| 1970 | 24,352,657  | 44.9%       | 180 / 435          | 44 / 100          | 리차드 닉슨          |
| 1972 | 33,119,664  | 46.5%       | 192 / 435          | 42 / 100          | 리차드 닉슨          |
| 1974 | 21,271,332  | 40.8%       | 144 / 435          | 38 / 100          | 제럴드 포드          |
| 1976 | 31,380,535  | 42.3%       | 143 / 435          | 38 / 100          | 제럴드 포드          |
| 1978 | 24,464,665  | 44.8%       | 158 / 435          | 41 / 100          | 야당                 |
| 1980 | 37,322,627  | 47.9%       | 192 / 435          | 53 / 100          | 로날드 레이건        |
| 1982 | 27,704,312  | 43.4%       | 166 / 435          | 54 / 100          | 로날드 레이건        |
| 1984 | 38,734,908  | 47%         | 182 / 435          | 53 / 100          | 로날드 레이건        |
| 1986 | 26,533,178  | 44.4%       | 177 / 435          | 45 / 100          | 로날드 레이건        |
| 1988 | 37,209,219  | 45.6%       | 175 / 435          | 45 / 100          | 조지 H. W. 부시      |
| 1990 | 27,596,256  | 44.3%       | 167 / 435          | 44 / 100          | 조지 H. W. 부시      |
| 1992 | 43,812,063  | 45.1%       | 176 / 435          | 43 / 100          | 조지 H. W. 부시      |
| 1994 | 36,569,698  | 51.9%       | 230 / 435          | 52\|100\|#E81B23} | 야당                 |
| 1996 | 43,447,962  | 48.2%       | 226 / 435          | 55 / 100          | 밥 돌                |
| 1998 | 32,237,964  | 48.4%       | 223 / 435          | 55 / 100          | 야당                 |
| 2000 | 46,992,383  | 47.6%       | 221 / 435          | 50 / 100          | 조지 W. 부시         |
| 2002 | 37,332,552  | 50%         | 229 / 435          | 51 / 100          | 조지 W. 부시         |
| 2004 | 55,958,144  | 49.4%       | 232 / 435          | 55 / 100          | 조지 W. 부시         |
| 2006 | 35,857,334  | 44.3%       | 202 / 435          | 49 / 100          | 조지 W. 부시         |
| 2008 | 52,249,491  | 42.6%       | 178 / 435          | 41 / 100          | 존 메케인            |
| 2010 | 44,827,441  | 51.7%       | 242 / 435          | 47 / 100          | 야당                 |
| 2012 | 58,228,254  | 47.6%       | 234 / 435          | 45 / 100          | 밋 롬니              |
| 2014 | 40,081,282  | 51.2%       | 247 / 435          | 54 / 100          | 야당                 |
| 2016 | 63,173,815  | 49.1%       | 241 / 435          | 52 / 100          | 도널드 J. 트럼프     |
| 2018 | 50,983,895  | 44.8%       | 200 / 435          | 53 / 100          | 도널드 J. 트럼프     |
| 2020 | 72,878,587  | 47.7%       | 213 / 435          | 50 / 100          | 도널드 J. 트럼프     |
| 2022 | 54,506,136  | 50.6%       | 222 / 435          | 49 / 100          | 야당                 |

## 같이 보기
- 공화당 연구위원회
- 공화당 메인 스트리트 파트너십
- 화요일 그룹
- 프리덤 코커스
- 티 파티 코커스